# Вешняки (район Москвы)
Вешняки́ — район в Восточном административном округе города Москвы и одноимённое внутригородское муниципальное образование.
Территория района по данным Мосгорстата составляет 1067 га (на сайте управы указано 1072,4 га). Население — 119 585 чел. (2024).
Включает в себя исторические местности Вешняки, Владычино и Кусково, граничит на севере с районами Новогиреево, Ивановское и Перово, на юге — с Выхино-Жулебино и Рязанский, на востоке (через МКАД) — с Новокосино и Косино-Ухтомский.
К району относится лесопарк «Кусково», на территории которого располагается усадьба «Кусково».

## История
На территории района Вешняки исторически располагались деревня Владычино, усадьба «Кусково», а в XX веке часть территории города Кусково, а также собственно село Вешняково, позже посёлок Вешняки.
Местность известна с XIV века как урочище, с XV века как слобода великокняжеских бортников. В 1577—1649 годах селом Вешняки владели Шереметевы, при них в 1644 году построена каменная церковь Успения в Вешняках. С 1648 года село принадлежало Одоевским и Черкасским, с 1743 года снова Шереметевыми. В 1880-х годах становится дачным посёлком.
В годы Великой Отечественной войны здесь располагалась Центральная женская снайперская школа, в честь одной из выпускниц которой названа улица в Вешняках (Алия Молдагулова).
С 1960 года территория района вошла в черту Москвы. С 1969 года микрорайон Вешняки-Владычино стал местом массового жилищного строительства (руководитель проекта В. В. Лебедев). Здесь впервые в Москве построены криволинейные в плане дома типов «дом-кольцо» и «дом-волна» большой протяжённости.
Территория современного района Вешняки входила сначала в состав Калининского района Москвы (1960—1969), а затем Перовского района (1969—1991).

### Создание района
В 1991 году старое разделение на районы было отменено, были образованы административные округа, в том числе Восточный административный округ и в его составе временный муниципальный округ «Вешняки», с 1995 года получивший статус района Москвы.

## Население
| 2002     | 2010     | 2011     | 2012     | 2013     | 2014     | 2015     | 2016     | 2017     |
| -------- | -------- | -------- | -------- | -------- | -------- | -------- | -------- | -------- |
| 126 546  | ↘118 982 | ↗119 734 | ↗120 949 | ↗121 007 | ↗121 605 | ↗121 693 | ↗122 124 | ↘122 073 |
| 2018     | 2019     | 2020     | 2021     | 2023     | 2024     |          |          |          |
| ↗122 123 | ↗122 285 | ↗122 419 | ↘119 492 | ↗119 927 | ↘119 585 |          |          |          |

### Национальный состав
По состоянию на 2002 год, 41,8 % процента населения района составляют гастарбайтеры (азербайджанцы, таджики, узбеки)
.
По итогам переписи населения 2020 года проживали следующие национальности (национальности менее 0,1 % и другое, см. в сноске к строке «Другие»):
| Национальность | Численность, чел. | Доля     |
| -------------- | ----------------- | -------- |
| Русские        | 94 533            | 79,11 %  |
| Татары         | 696               | 0,58 %   |
| Армяне         | 546               | 0,46 %   |
| Украинцы       | 458               | 0,38 %   |
| Грузины        | 264               | 0,22 %   |
| Евреи          | 209               | 0,17 %   |
| Азербайджанцы  | 199               | 0,17 %   |
| Узбеки         | 185               | 0,15 %   |
| Киргизы        | 180               | 0,15 %   |
| Таджики        | 150               | 0,13 %   |
| Чеченцы        | 141               | 0,12 %   |
| Другие         | 21 931            | 18,36 %  |
| Итого          | 119 492           | 100,00 % |

## Транспорт

### Станции метро
На границе района расположена станция метро  Выхино, на автобусах из любой точки района можно доехать до станций метро  Новогиреево и  Новокосино. Есть связь со станциями  Перово,  Авиамоторная и  Авиамоторная.

### Железнодорожный транспорт
На границе района расположены железнодорожные станции и платформы Казанского (Плющево, Вешняки, Выхино) и Горьковского (Кусково, Новогиреево) направлений, вошедших в состав МЦД   .

### Наземный общественный транспорт
Автобусы:
| 21:                                                  | 3-й микрорайон Новокосина • Новокосино • Новогиреево • Новогиреево                                                  |
| 79:                                                  | Выхино • Новокосино • Реутов                                                                                        |
| 133:                                                 | Щёлковская • Новогиреево • Окская • Рязанский проспект                                                              |
| 197:                                                 | Выхино • Вешняки • Выхино                                                                                           |
| 208:                                                 | Новогиреево • Окская • Рязанский проспект • Выхино (→) • Юго-Восточная                                              |
| Ошибка: маршрут А 232 не описан в модуле НОТ Москвы. | |
| 247:                                                 | Ивановское • Новогиреево • Новогиреево • Выхино                                                                     |
| 285:                                                 | Новогиреево • Выхино                                                                                                |
| 314:                                                 | Выхино • Новогиреево • Новогиреево • Перово • Перово                                                                |
| 409:                                                 | Выхино • Новогиреево                                                                                                |
| 502:                                                 | Выхино • Новокосино                                                                                                 |
| 602:                                                 | Выхино • Оренбургская улица                                                                                         |
| с613:                                                | 3-й микрорайон Новокосина • Новокосино • Лухмановская • Улица Дмитриевского • Ухтомская • Косино • Выхино • Вешняки |
| 620:                                                 | Выхино • Вешняки • Новогиреево • Перово • Улица Молостовых                                                          |
| 674:                                                 | 3-й микрорайон Новокосина • Новокосино • Новогиреево • Новогиреево • Первомайская • Черкизовская                    |
| 697:                                                 | Выхино • Вешняки • Выхино                                                                                           |
| 706:                                                 | Выхино • Новокосино • 2-й Московский крематорий                                                                     |
| 722:                                                 | Выхино • Косино • Ухтомская • Люберцы I • Некрасовка                                                                |

«→» — остановки проходятся только при движении в прямом направлении; «←» — остановки проходятся только при движении в обратном направлении.
| 747: | Выхино • Косино • Ухтомская (→) • Улица Камова                                                                                                   |
| 787: | Перово • Перово • Новогиреево • Косино • Улица Дмитриевского • 9-й микрорайон Кожухова                                                           |
| 821: | Выхино • Улица Дмитриевского • Микрорайон 9 «А» Кожухова                                                                                         |
| 884: | Камчатская улица • Новогиреево • Новогиреево • Выхино                                                                                            |
| т30: | |
| т64: | |
| н4:  | Новокосино • Новокосино • Новогиреево • Новогиреево • Перово • Шоссе Энтузиастов • Авиамоторная • Москва-Товарная • Площадь Ильича • Китай-город |

«→» — остановки проходятся только при движении в прямом направлении; «←» — остановки проходятся только при движении в обратном направлении.
Пригородные маршруты частных перевозчиков:
100к, 111к, 573к, 582к, 888к, 926к, 1132
В районе работают электробусы. Они ездят по маршрутам 706, 674(бывш. 974), т75, с613. Летом 2024 года они были замечены на маршрутах 197, 208, 232, 285. Официальной информации о переводе последних нет, но есть многочисленные фотографии в соцсетях

## Инфраструктура
К услугам жителей
- Отделения связи № 395, № 402, № 538, № 539
- Городская клиническая больница № 15 им. О. М. Филатова с родильным домом
- Кожно-венерологический диспансер № 15
  - Детская поликлиника № 7 (главный филиал, филиал 1 - бывшая №21)
- Поликлиника № 66 (филиал 2, бывшая №80) и 175 (филиал 1, бывшая №16)
- Стоматологическая поликлиника «Стоматология — 2»
- Станция по борьбе с болезнями животных, Комплексный центр социального обслуживания
- 79 предприятий розничной торговли
- 5 аптек
- 34 предприятия общественного питания, в том числе открытой сети 18
- 78 предприятий бытового обслуживания
- 8 АЗС
- Перовское кладбище

### Образовательные учреждения[30]
- Московский гуманитарный университет
- ГБОУ «Вешняковская школа»[31] (объединены №404, 781, 892, 1028, 1389 и детские сады 762,  813, 876, 886, 1009, 1039, 1527, 1528, 1896)
- Гимназия № 1404 «Гамма»[32]
- ГБОУ города Москвы «Школа № 1512»[33] (объединены №402, 407, 891, 1512)
- Государственное бюджетное образовательное учреждение города Москвы специальная(коррекционная) общеобразовательная школа — интернат VI вида № 31[34]
- Негосударственное образовательное учреждение Школа «Ирида»[35]
- ГБУ города Москвы «Мой семейный центр "Горизонт"»[36] (бывший детский сад № 759[37])
- Государственное бюджетное учреждение дополнительного образования «Московская Городская Детская Объединенная Школа Искусств» «Кусково»

## Парки, скверы и общественные пространства
В районе Вешняки располагается лесопарк «Кусково», парк у прудов «Радуга» и сквер на улице Красный Казанец.
Лесопарк «Кусково» (310 Га) — запрудная часть усадьбы «Кусково», памятник садово-паркового искусства XVIII века. Лесопарк является одним из любимых мест отдыха жителей Вешняков, а также близлежащих районов Новогиреево, Перово, Рязанский. Открыт для посещения в любое время суток. Основу зеленого массива составляют березы, также встречаются дубы и липы (возраст некоторых деревьев достигает 250 лет). В парке обитают 7 видов млекопитающих и около 60 видов птиц. С 2015 года на территории лесопарка действует экоцентр «Кусково». С 2017 года ведется комплексная реконструкция усадьбы «Кусково»: реставрируются фасады главного усадебного дома и прочих построек, скульптуры и бюсты, украшающие парковую аллею, благоустраивается парковая территория.
Парк у прудов «Радуга» (20,2 Га) — парк, получивший свое название по каскаду прудов (Итальянский и Большой Графский пруды), располагающихся в форме дуги. Парк находится рядом с музеем-усадьбой «Кусково». Нынешний вид получил после масштабного благоустройства в 2016—2018 годах: здесь обустроили новые спортивные площадки (в том числе, футбольное поле, волейбольную площадку и теннисные корты), проложили беговые и велодорожки, отремонтировали амфитеатр и детские площадки, обновили всю инфраструктуру.  Зимой заливается естественный каток и открывается лыжная трасса.
Сквер на улице Красный Казанец — новое общественное пространство у пруда. Создано в 2019 году в рамках программы столичного благоустройства «Мой район». В ходе работ был очищен пруд, проложена тропиночная сеть, установлены новые МАФы. На детской площадке располагается большой игровой комплекс «Корабль». Изюминка сквера — скульптура «Доярка» работы скульптора Иосифа Козловского.
В 2020 году в районе Вешняки по адресу улица Вешняковская, вл. 16 в непосредственной близости от парка у прудов «Радуга» была открыта фестивальная площадка «Московских сезонов», оформленная в стиле футуризм. Оформление площадки, согласно заявлению управы района, стало отсылкой к фильму «Трон. Наследие». На данный момент является единственной фестивальной площадкой в Москве в футуристическом стиле. Место и стиль оформления выбрали жители Вешняков в ходе голосования на проекте «Активный гражданин». На площадке есть зоны активного и тихого отдыха, помещения для мастер-классов, скейт-парк. Зимой заливается каток. С 2023 года летом работает бассейн под открытым небом. В 2020 году вход на площадку был ограничен в связи с пандемийными ограничениями. Площадка работала во время возобновленных в 2021 году традиционных городских фестивалей «Цветочный джем» и «Путешествие в Рождество».